# Grüne Schwarza
Die Grüne Schwarza (früher der Piestinggraben) ist ein kleiner Gebirgsbach der Gutensteiner Alpen auf dem Gemeindegebiet von Rohr im Gebirge im Grenzgebiet des Industrieviertels zum Mostviertel in Niederösterreich. Sie ist mit der Dürren Schwarza einer der beiden Quellbäche der Schwarza.

## Lauf und Landschaft
Die Grüne Schwarza entspringt am Tettenhengst (958 m ü. A.), einem unscheinbaren Berg an der Grenze des Bezirkes Wr. Neustadt-Land zu dem von Lilienfeld, und dessen westlichste Gegend. Dort gehört westlich des Gipfels ein kleines Areal des Einzugsgebietes zur Gemeinde St. Aegyd am Neuwalde.
Der Bach läuft zunächst ostwärts, passiert den Ochsattel unterhalb, danach südostwärts, womit er den Steinaberg (950 m ü. A.) nördlich umrundet. Er nimmt noch einen Bach auf, der vom Fuß des Hegerberg bei Naglreith unweit der Kalten Kuchl über Werasöd und die Werasöder Wiesen herkommt. Östlich liegt hier der Größenberg-Stock (Großer 1102 m ü. A.). Diese Berge gehören zur Gruppe Reisalpe–Hegerberg der Gutensteiner Alpen.
Nach vier Kilometern Laufs vereint sich die Grüne Schwarza mit der Dürren Schwarza  im Tiefental zur Schwarza. Von diesem Zusammenfluss an findet sich zunächst auch der Name Tiefentaler Bach für die Schwarza, womit dann die Schwarza erst bei Gschaiderwirt im Haupttal begänne, ein Name, der aber schlecht zur Benennung der beiden Quellbäche passt.
Das Tal ist unbewohnt und sehr abgelegen und gehört als orographische Exklave zu Rohr im Gebirge.
Durch das Tal führt nur eine kleine Straße, die L 4056, die im Tiefental die Verbindung zu den abgelegenen Ortslagen Trauch von Schwarzau, Bezirk Neukirchen sowie Hochreith von Rohr herstellt. Sie führt von Gschaiderwirt durchs Tiefental her, dann den Ochsattel hinauf. Über Kalte Kuchl – Naglreith – Werasöd –Ochsattel führt die B 21, eine wichtige überregionale Ost-West-Verbindung. Die direkte Zufahrt nach Werasöd ist nur eine Forststraße.
Die Grüne Schwarza gilt in der amtlichen Hydrographie noch gar nicht so lange als Quellbach der Schwarza, ursprünglich hieß sie Piestinggraben, die Dürre Schwarza Finstergrundgraben, die Schwarza bis Gschaiderwirt Trauchbach oder Tiefentalerbach, und die Quellen der Schwarza wurden bei Gschaiderwirt, Rohr im Gebirge oder gar am Rohrer Sattel gesehen.
Der Name „Piestinggraben“ ist durchaus erstaunlich, da die Piesting vom Rohrersattel ostwärts geht.